# Trèvol muntanyenc
El trèvol muntanyenc (Trifolium montanum) és una planta herbàcia hemiteròfita de la família de les fabàcies.
Aquesta planta hermafrodita és bastant petita (de 10 a 40 centímetres), té pèls, amb tiges no ramificades i amb la majoria de les fulles trifoliades. Les fulles més basals són ovalades mentre que les més apicals són més punxegudes. Les flors s'agrupen en capítols i són d'un color blanc-groguenc. Té una floració primavelar, de maig a juliol.
Té una distribució eurosiberiana. Creix en sòls calcaris, en pastures mesòfiles.